# 65
Aquesta pàgina és per a l'any. Per al nombre visiteu seixanta-cinc.

## Esdeveniments
- Neró assassina la seva esposa Popea Sabina

## Necrològiques
- 12 d'abril - Romaː Sèneca, filòsof (n. 4 aC-1 dC).[1]
- 30 d'abril - Roma: Marc Anneu Lucà, Lucà, poeta hispanoromà (n. 39).[2]